# Biblioteca Presidencial de Gerald R. Ford
La Biblioteca Presidencial de Gerald R. Ford es parte de las Bibliotecas Presidenciales de los Estados Unidos de América dirigidas y administradas por el Archivo Nacional de los Estados Unidos. La biblioteca está situada en la avenida 1000 de Beal en el campus de la Universidad de Míchigan en Ann Arbor, donde el presidente Ford fue un estudiante y un jugador de Fútbol Americano. Este depósito contiene documentos y los materiales audiovisuales de la vida, la carrera, y la presidencia de Gerald Ford, el 38.º presidente de los Estados Unidos.
Como miembro del Congreso, Ford comenzó inicialmente a donar sus papeles del Congreso a la Biblioteca Histórica de Bentley en la Universidad de Míchigan en 1963. La escuela donde recibió su bachillerato en 1935. Mientras que su presidencia venía a su cierre, Ford ofreció donar sus materiales presidenciales a una biblioteca presidencial que sería construida en dicha universidad para ser administrada por los archivos nacionales NARA. La biblioteca fue dedicada el 27 de abril de 1981. La biblioteca de Ford es actualmente la biblioteca presidencial de la NARA que está físicamente aparte de su museo presidencial, aunque ambos sitios comparten un director común, el museo de Gerald R. Ford está situado en Grand Rapids, Míchigan, el distrito que él representó en el Congreso, está a 130 millas al oeste de Ann Arbor.